# Tetragonula erythrostoma
Tetragonula erythrostoma är en biart som först beskrevs av Cameron 1908.  Tetragonula erythrostoma ingår i släktet Tetragonula och familjen långtungebin. Inga underarter finns listade i Catalogue of Life.